# Ptilinopus viridis
El tilopo pechirrojo o tilopo de pecho rojo (Ptilinopus viridis) es una especie de ave columbiforme de la familia Columbidae propia de las Molucas y la Melanesia. 

## Distribución y hábitat
El tilopo pechirrojo se extiende por las Molucas, las islas Raja Ampat, el norte de Nueva Guinea, las islas Bismarck y Salomón. Su hábitat son los bosques húmedos tropicales.